# Principialistas iranianos
Os principialistas (em persa: اصول‌گرایان, romanizado: Osul-Garāyān, lit. 'seguidores de princípios ou fundamentalistas'), também conhecidos como conservadores iranianos e anteriormente chamados de direita, são um dos dois principais campos políticos no Irã pós-revolucionário; os reformistas são o outro campo. O termo linha-dura que algumas fontes ocidentais usam no contexto político iraniano geralmente se refere à facção, embora o campo principialista também inclua tendências mais centristas. A facção rejeita o status quo internacionalmente, mas favorece a preservação doméstica.
Na política iraniana, "principialista" se refere aos apoiadores conservadores do Líder Supremo do Irã e defensores da proteção dos "princípios" ideológicos dos primeiros dias da Revolução Islâmica. De acordo com Hossein Mousavian, "os principialistas constituem o principal movimento político de direita/conservador no Irã. Eles são mais orientados religiosamente e mais intimamente afiliados ao establishment clerical baseado em Qom do que seus rivais moderados e reformistas".
Uma declaração emitida pelas Duas Sociedades, que serve como o "manifesto" dos principialistas, foca na lealdade ao islamismo e à Revolução Iraniana, obediência ao Líder Supremo do Irã e devoção ao princípio de Velâyat-e Faqih.
Os principialistas atualmente dominam a Parlamento do Irã, a Assembleia dos Peritos, bem como instituições não eletivas, como o Conselho dos Guardiães, o Conselho de Discernimento, juntamente com o Judiciário.
Eles mantiveram a presidência até a posse do reformista Masoud Pezeshkian em 30 de julho de 2024.